# Everyman,everywhere
『Everyman,everywhere』（エブリーマン・エブリーウェア）は、GRAPEVINEの2枚目のミニアルバムである。2004年11月17日にポニーキャニオンより発売された。

## 概要
- デビューミニアルバム『覚醒』以来、2枚目となるミニアルバム。初回版のみ、2004年4月24日に東京ベイNKホールで行われた、ツアー「沈黙の臓器」の追加公演と、2004年5月5日にJR京都駅ビルで行われた「沈黙の階段」より、あわせて10曲が収録されたDVD付となっている。
- 5曲入りのミニアルバムという形になったのは、田中曰く「特別な意味合いがあるわけではないが、フルアルバムにはまだ早い。だからいつもであればシングルのタイミングであるはずだが、シングルはもうちょっと色のあるものを作りたかった。かつアルバムまで気を持たせるくらいの物足りなさの曲数で、そういうボリュームで何か作れないかなと思いまして。」とのこと。
- 本作のレコーディングでは6曲の録音が行われたが、収録された曲は5曲となっている。収録されなかった1曲は、後に17枚目のシングル「その未来/アダバナ」に収録された「アダバナ」であることが、2005年のhotexpressでのインタビューで明らかになっている[1]。
- 本作は先着予約特典として、GRAPEVINEの3人がパーソナリティを務める架空のラジオプログラム「Hot Men's Box」が収録されたCDが配布された。

## 収録曲

### Disc1:CD
1. Metamorphose（作詞：田中和将/作曲：西川弘剛）
タイトルを和訳すると「変身、変質」である。歌詞はフランツ・カフカの小説『変身』を題材としている。
2. Reason（作詞/作曲：田中和将）
3. Everyman,everywhere（作詞：田中和将/作曲：亀井亨）
表題曲であり、PVも作られている。ストリングスが入っているが、これは1stアルバム『退屈の花』収録の「永遠の隙間」「6/8」「愁眠」の各曲でアレンジを担当したホッピー神山によるもの。タイトルの和訳は「どこにでもいるありふれた人」。
『Best of GRAPEVINE 1997-2012』ファン投票では中間順位と最終順位でそれぞれ3位に入り、フルアルバムも含めたアルバム曲の中では最高位となった。
4. スイマー（作詞：田中和将/作曲：亀井亨）
このアルバムで最初に作られた曲。
5. 作家の顚末（作詞/作曲：田中和将）
読み方は「さっかのてんまつ」。

### Disc2:DVD（初回盤のみ）
1. 豚の皿
2. SEA
3. Paces
4. いけすかない
5. HEAD
6. アンチ・ハレルヤ
7. suffer the child
8. ミスフライハイ
9. Good bye my world
10. 会いにいく

## 演奏
- 田中和将：Vocal, Guitar
- 西川弘剛：Guitar
- 亀井亨：Drums
- 金戸覚：Bass
- 高野勲：Keyboards
- ホッピー神山：Strings Arrangement, Digital President, Gram-Pot (#3)
- グレート栄田ストリングス：Strings (#3)